# Pietro I del Portogallo
Pietro Alfonso di Borgogna del Portogallo, detto il Giustiziere ("o Justiceiro"), o il Crudele ("o Cruel"), o, ulteriormente il Vendicativo ("o Vingativo") (Pero in aragonese, Petri in basco, Pedro in spagnolo, in portoghese e in galiziano, Pere, in catalano, Pedru in asturiano, Pèire in occitano e Pierre in francese; Coimbra, 18 aprile 1320 – Estremoz, 18 gennaio 1367), fu l'ottavo re del Portogallo e dell'Algarve dal 1357 al 1367.

## Origine[1][2][3][4]
Era il figlio quartogenito del re del Portogallo Alfonso IV e della Principessa di Castiglia Beatrice di Castiglia.

## Biografia

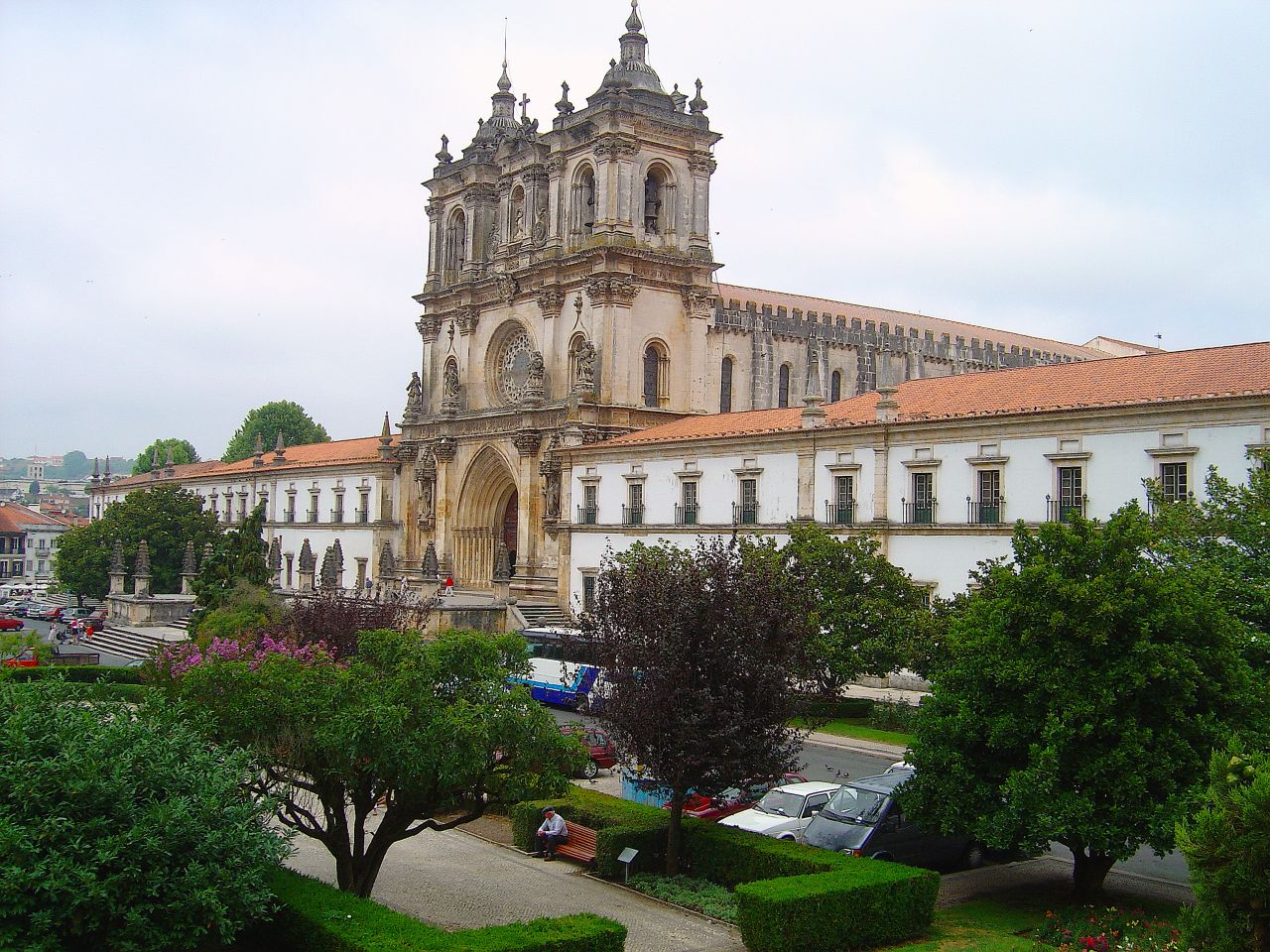
Il Monastero di Santa Maria ad Alcobaça.

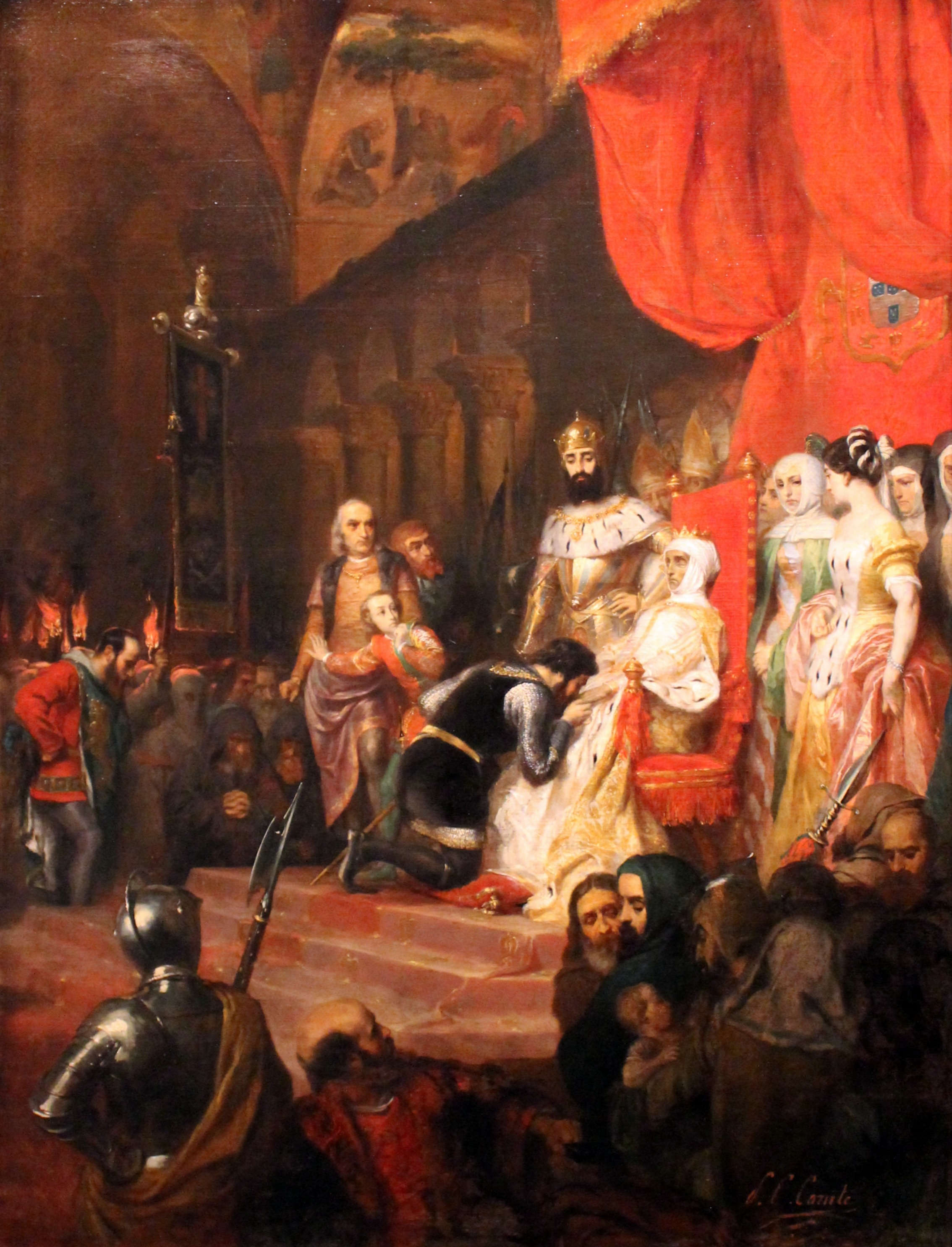
Inés de Castro, l'amante (e moglie) giustiziata del re Pietro I del Portogallo. Secondo una leggenda, Pietro avrebbe riesumato il corpo di Ines, l'avrebbe posto sul trono e coronata regina del Portogallo con una splendida cerimonia, costringendo il clero e la nobiltà a baciare le ossa delle sue mani.

Pietro e la sorella Maria (Don Pedro, D. Maria) sono citati nel Nobiliario del loro zio, Pietro, conte di Barcelos come figli del re Alfonso IV (D. Alonso…Rey) e della moglie, Beatrice di Castiglia (D. Beatriz).
La nascita di Pietro, nel Chronicon Conimbricensi, è datata al 18 aprile 1320.

Pur essendo il maschio terzogenito, alla nascita Pietro fu designato come erede al trono in quanto i suoi fratelli, Alfonso e Dionigi, erano già morti.
Ad Alfayete, nel 1325, all'età di circa cinque anni, fu sposato con la principessa castigliana, Bianca di Castiglia (circa 1315-Burgos 1375), figlia di Pietro di Castiglia e di Maria d'Aragona. Il matrimonio, per la giovane età di Pietro, non fu mai consumato e fu annullato nel 1330.
Pietro il 24 agosto 1339, a Lisbona, sposò la principessa castigliana Costanza Manuel (1318/1323 – 1345),.

Il matrimonio è confermato nel Nobiliario dello zio, Pietro, conte di Barcelos.

Costanza Manuel era al suo secondo matrimonio, infatti nel 1325 era stata sposata con Alfonso XI di Castiglia ma, data la giovanissima età della sposa, il matrimonio non fu mai consumato e nel 1327 Costanza era stata ripudiata e il matrimonio era stato annullato.
Dopo il matrimonio Pietro aveva conosciuto una dama di compagnia della moglie, la giovane galiziana Inés de Castro e se ne era innamorato perdutamente, e, pur cercando di non ostentare la relazione, trascurava la moglie e i figli; dopo la nascita dell'erede al trono Ferdinando e la conseguente morte della moglie a seguito del parto nel 1346, la relazione divenne nota a tutti.
Dopo la morte della moglie Costanza, Pietro rifiutò qualsiasi partito che non fosse Inés de Castro, anzi sembra che in quello stesso anno (1346) Pietro la sposò in segreto.

A nulla valsero le raccomandazioni e gli ammonimenti del padre Alfonso IV; non solo la relazione proseguì ma i figli della de Castro, sani e forti, erano tenuti in conto più dell'erede al trono, debole e malaticcio, e l'entourage castigliano della donna acquisiva ogni giorno sempre più potere, e trascinava il Portogallo nelle lotte interne al regno di Castiglia.
Dopo che Pietro a Braganza, nel 1354, aveva sposato apertamente Inés, Alfonso IV, sempre più preoccupato per la sorte del nipote e per l'invadenza dei castigliani, per risolvere la situazione, nel gennaio 1355, diede l'ordine di assassinare la nuora.

Il Chronicon Conimbricensi riporta che fu Alfonso IV a dare l'ordine di uccidere Ines.
Pietro reagì immediatamente e, in preda all'ira per l'omicidio della moglie, armato un esercito, scatenò una breve guerra civile contro il padre, nel nord del regno tra i fiumi Duero e Minho, che si esaurì nel corso del 1356. All'inizio del 1357 fece pace con il padre, che lo costrinse a perdonare gli assassini.
Alfonso IV morì il 28 maggio 1357 e alla sua morte Pietro gli successe sul trono.
Appena salito sul trono Pietro si vendicò degli assassini dell'amata facendoli giustiziare e, nel 1360, rese ufficiale il suo matrimonio con Inés de Castro, considerandola regina del Portogallo, anche se postuma.
In politica interna si dedicò alla rigorosa amministrazione della giustizia, riuscendo a ottenere l'uguaglianza di tutti gli uomini davanti alla legge, incrementò i redditi della corona e continuò a contrastare i troppi benefici della chiesa.

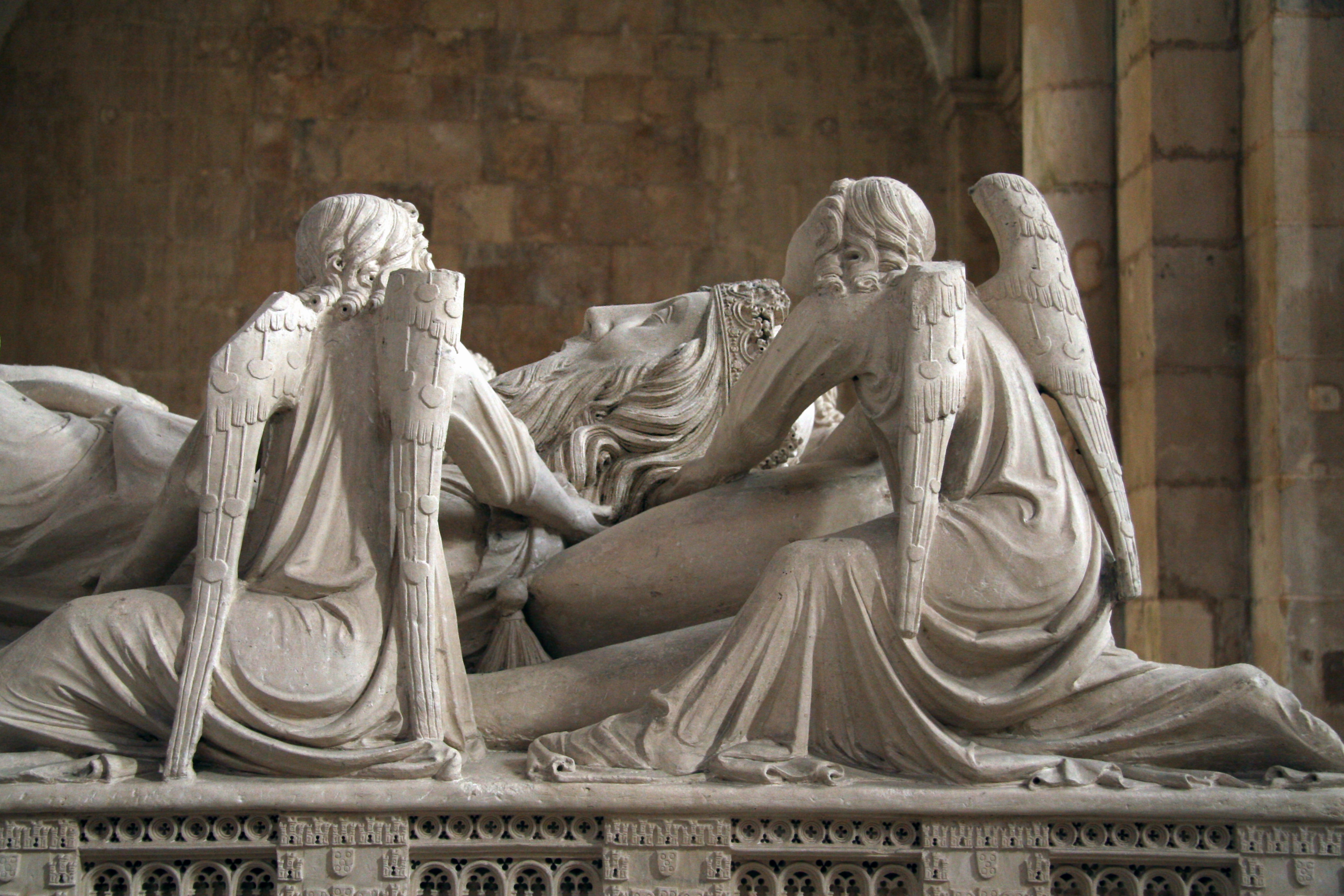
Particolare della tomba di Pietro I.

In politica estera Pietro mantenne il Portogallo in una situazione di neutralità, se si eccettua un intervento, subito dopo essere salito sul trono, a favore di Pietro IV di Aragona, nella guerra dei due Pietri combattuta tra il regno di Castiglia e il regno di Aragona; non intervenne nella guerra civile di Castiglia.
Morì nell'Alentejo il 18 gennaio 1367, e fu sepolto nel Monastero di Alcobaça.

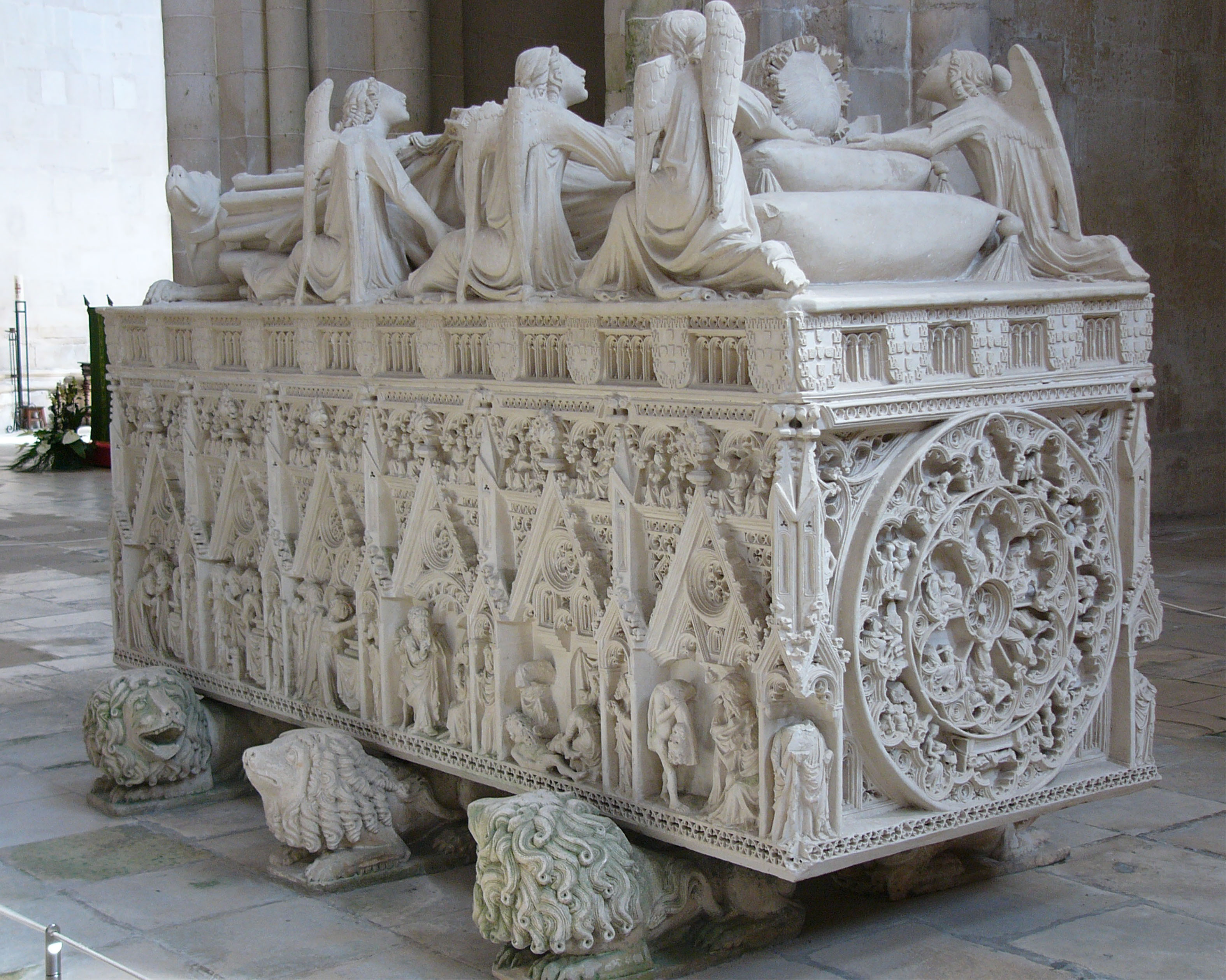
Monastero di Alcobaça, tomba di Pietro I.

Il Chronicon Conimbricensi riporta la morte di Pietro (Doñus Petrus Rex Portugalensis, filius Doñi Alfonsi et Reginæ Doñæ Beatricis…apud Stremoz) il 18 gennaio 1367 e la sua sepoltura nel Monastero di Alcobaça (Alcobacia). 
Alla sua morte gli successe il figlio Ferdinando.

## Discendenza[1][2][3][15]
Pietro e Costanza ebbero tre figli:
- Luigi del Portogallo (Lisbona, 27 febbraio 1340-Lisbona, 6 marzo 1340);
- Maria del Portogallo, sposò il principe Ferdinando d'Aragona, figlio d'Alfonso IV il Benigno;
- Ferdinando I (1345-1383), re del Portogallo.

Da Inés de Castro ebbe quattro figli:
- Beatrice del Portogallo (1347-1381), sposò nel 1373 Sancho d'Alburquerque, figlio illegittimo d'Alfonso XI di Castiglia e di Eleonora di Guzmán;
- Alfonso del Portogallo (1348-?), morto giovane;
- Giovanni (1349-1397), duca di Valencia de Campos;
- Dionigi del Portogallo (1354-1397), duca di Cifuentes.

Dall'amante Teresa Lourenço, dopo la morte di Inés de Castro, Pietro ebbe almeno un figlio:
- Giovanni il Buono o di Aviz (1357-1433), re del Portogallo.

## Ascendenza
|                           |                        |                             | Genitori                  |  |  | Nonni |  |  | Bisnonni                   |  |  | Trisnonni                 |  |
|                           |                        |                             |                           |  |  |       |  |  | Alfonso III del Portogallo |  |  | Alfonso II del Portogallo |  |
|                           |                        |                             |                           |  |  |       |  |  | Alfonso III del Portogallo |  |  | Alfonso II del Portogallo |  |
|                           |                        | Urraca di Castiglia         |                           |  |  |       |  |  | Alfonso III del Portogallo |  |  |                           |  |
| Dionigi del Portogallo    |                        |                             |                           |  |  |       |  |  | Alfonso III del Portogallo |  |  |                           |  |
|                           |                        | Beatrice di Castiglia       | Alfonso X di Castiglia    |  |  |       |  |  |                            |  |  |                           |  |
|                           |                        | Beatrice di Castiglia       | Alfonso X di Castiglia    |  |  |       |  |  |                            |  |  |                           |  |
|                           |                        | Beatrice di Castiglia       | María Guillén de Guzmán   |  |  |       |  |  |                            |  |  |                           |  |
| Alfonso IV del Portogallo |                        | Beatrice di Castiglia       |                           |  |  |       |  |  |                            |  |  |                           |  |
|                           |                        | Pietro III di Aragona       | Giacomo I d'Aragona       |  |  |       |  |  |                            |  |  |                           |  |
|                           |                        | Pietro III di Aragona       | Giacomo I d'Aragona       |  |  |       |  |  |                            |  |  |                           |  |
|                           |                        | Pietro III di Aragona       | Iolanda d'Ungheria        |  |  |       |  |  |                            |  |  |                           |  |
| Isabella di Aragona       |                        | Pietro III di Aragona       |                           |  |  |       |  |  |                            |  |  |                           |  |
|                           |                        | Costanza II di Sicilia      | Manfredi di Sicilia       |  |  |       |  |  |                            |  |  |                           |  |
|                           |                        | Costanza II di Sicilia      | Manfredi di Sicilia       |  |  |       |  |  |                            |  |  |                           |  |
|                           |                        | Costanza II di Sicilia      | Beatrice di Savoia        |  |  |       |  |  |                            |  |  |                           |  |
| Pietro I del Portogallo   |                        | Costanza II di Sicilia      |                           |  |  |       |  |  |                            |  |  |                           |  |
|                           | Alfonso X di Castiglia | Ferdinando III di Castiglia |                           |  |  |       |  |  |                            |  |  |                           |  |
|                           | Alfonso X di Castiglia | Ferdinando III di Castiglia |                           |  |  |       |  |  |                            |  |  |                           |  |
|                           | Alfonso X di Castiglia | Beatrice di Svevia          |                           |  |  |       |  |  |                            |  |  |                           |  |
| Sancho IV di Castiglia    | Alfonso X di Castiglia |                             |                           |  |  |       |  |  |                            |  |  |                           |  |
|                           |                        | Violante d'Aragona          | Giacomo I d'Aragona       |  |  |       |  |  |                            |  |  |                           |  |
|                           |                        | Violante d'Aragona          | Giacomo I d'Aragona       |  |  |       |  |  |                            |  |  |                           |  |
|                           |                        | Violante d'Aragona          | Iolanda d'Ungheria        |  |  |       |  |  |                            |  |  |                           |  |
| Beatrice di Castiglia     |                        | Violante d'Aragona          |                           |  |  |       |  |  |                            |  |  |                           |  |
|                           |                        | Alfonso di Molina           | Alfonso IX di León        |  |  |       |  |  |                            |  |  |                           |  |
|                           |                        | Alfonso di Molina           | Alfonso IX di León        |  |  |       |  |  |                            |  |  |                           |  |
|                           |                        | Alfonso di Molina           | Berenguela di Castiglia   |  |  |       |  |  |                            |  |  |                           |  |
| Maria di Molina           |                        | Alfonso di Molina           |                           |  |  |       |  |  |                            |  |  |                           |  |
|                           |                        | Mayor Téllez de Meneses     | Alfonso VIII di Castiglia |  |  |       |  |  |                            |  |  |                           |  |
|                           |                        | Mayor Téllez de Meneses     | Alfonso VIII di Castiglia |  |  |       |  |  |                            |  |  |                           |  |
|                           |                        | Mayor Téllez de Meneses     | Eleonora d'Inghilterra    |  |  |       |  |  |                            |  |  |                           |  |
|                           |                        | Mayor Téllez de Meneses     |                           |  |  |       |  |  |                            |  |  |                           |  |